# 3 000 mètres steeple masculin aux Jeux olympiques d'été de 2016
Pour un article plus général, voir Athlétisme aux Jeux olympiques d'été de 2016.
Navigation
Londres 2012 Tokyo 2020
L'épreuve du 3 000 mètres steeple masculin aux Jeux olympiques de 2016 se déroule les 15 et 17 août 2016 au Stade olympique de Rio de Janeiro, au Brésil. Elle est remportée par le Kényan Conseslus Kipruto qui établit un nouveau record olympique en 8 min 3 s 28. Ezekiel Kemboi arrivé 3e est disqualifié pour avoir marché sur la ligne intérieure à la suite d'une réclamation de Mahiedine Mekhissi-Benabbad (4e) qui bénéficie de cette disqualification et obtient la médaille de bronze. Le Français devient le premier athlète à gagner trois médailles sur la distance.

## Programme
Tous les horaires correspondent à l'UTC-3
| Date                  | Horaire | Manche |
| --------------------- | ------- | ------ |
| Lundi 15 août 2016    | 10 h 25 | Séries |
| Mercredi 17 août 2016 | 11 h 50 | Finale |

## Médaillés
| Or                | Argent     | Bronze                      |
| Conseslus Kipruto | Evan Jager | Mahiedine Mekhissi-Benabbad |

## Résultats

### Finale
| Rang               | Athlète                     | Pays       | Temps   | Notes |
| ------------------ | --------------------------- | ---------- | ------- | ----- |
| Médaille d'or      | Conseslus Kipruto           | Kenya      | 8:03.28 | OR    |
| Médaille d'argent  | Evan Jager                  | États-Unis | 8:04.28 | SB    |
| Médaille de bronze | Mahiedine Mekhissi-Benabbad | France     | 8:11.52 | SB    |
| 4                  | Soufiane El Bakkali         | Maroc      | 8:14.35 | PB    |
| 5                  | Yoann Kowal                 | France     | 8:16.75 | SB    |
| 6                  | Brimin Kipruto              | Kenya      | 8:18.79 | SB    |
| 7                  | Hillary Bor                 | États-Unis | 8:22.74 | PB    |
| 8                  | Donald Cabral               | États-Unis | 8:25.81 |       |
| 9                  | Altobeli da Silva           | Brésil     | 8:26.30 | SB    |
| 10                 | Matthew Hughes              | Canada     | 8:36.83 |       |
| 11                 | Yemane Haileselassie        | Érythrée   | 8:40.68 |       |
|                    | Jacob Araptany              | Ouganda    |         | DNF   |
|                    | Hamid Ezzine                | Maroc      |         | DNF   |
|                    | Ezekiel Kemboi              | Kenya      |         | DQ    |
|                    | Amor Ben Yahia              | Tunisie    |         | DQ    |

### Séries

#### Série 1
| Rang | Athlète             | Pays            | Temps   | Notes |
| ---- | ------------------- | --------------- | ------- | ----- |
| 1    | Hillary Bor         | États-Unis      | 8:25.01 | Q     |
| 2    | Soufiane El Bakkali | Maroc           | 8:25.17 | Q     |
| 3    | Ezekiel Kemboi      | Kenya           | 8:25.51 | Q     |
| 4    | Matthew Hughes      | Canada          | 8:26.27 | Q     |
| 5    | Sebastian Martos    | Espagne         | 8:28.44 |       |
| 6    | Benjamin Kiplagat   | Ouganda         | 8:30.76 |       |
| 7    | Halil Akkas         | Turquie         | 8:33.12 | SB    |
| 8    | Hailemariyam Amare  | Éthiopie        | 8:35.01 |       |
| 9    | Nelson Cherutich    | Bahreïn         | 8:35.87 |       |
| 10   | Yuri Floriani       | Italie          | 8:40.80 |       |
| 11   | Kazuya Shiojiri     | Japon           | 8:40.98 |       |
| 12   | Rob Mullett         | Grande-Bretagne | 8:48.19 |       |
| 13   | Jeroen D'hoedt      | Belgique        | 8:48.29 |       |
| 14   | Mitko Tsenov        | Bulgarie        | 8:54.79 |       |
|      | Ali Messaoudi       | Algérie         |         | DQ    |

#### Série 2
| Rang | Athlète                     | Pays       | Temps   | Notes |
| ---- | --------------------------- | ---------- | ------- | ----- |
| 1    | Evan Jager                  | États-Unis | 8:25.86 | Q     |
| 2    | Brimin Kipruto              | Kenya      | 8:26.25 | Q     |
| 3    | Mahiedine Mekhissi-Benabbad | France     | 8:26.32 | Q     |
| 4    | Yemane Haileselassie        | Érythrée   | 8:26.72 | q     |
| 5    | Hamid Ezzine                | Maroc      | 8:27.69 | q     |
| 6    | John Kibet Koech            | Bahreïn    | 8:28.81 |       |
| 7    | Chala Beyo                  | Éthiopie   | 8:32.06 |       |
| 8    | Aras Kaya                   | Turquie    | 8:32.35 |       |
| 9    | José Peña                   | Venezuela  | 8:32.38 |       |
| 10   | Chris Winter                | Canada     | 8:33.95 |       |
| 11   | Bilal Tabti                 | Algérie    | 8:38.87 |       |
| 12   | Abdoullah Bamoussa          | Italie     | 8:42.81 |       |
| 13   | Kaur Kivistik               | Estonie    | 8:44.25 |       |
| 14   | Abdalla Targan              | Soudan     | 8:52.20 |       |
| 15   | Abdelaziz Merzougui         | Espagne    | 9:03.40 |       |

#### Série 3
| Rang | Athlète            | Pays       | Temps   | Notes |
| ---- | ------------------ | ---------- | ------- | ----- |
| 1    | Conseslus Kipruto  | Kenya      | 8:21.40 | Q     |
| 2    | Jacob Araptany     | Ouganda    | 8:21.53 | Q     |
| 3    | Donald Cabral      | États-Unis | 8:21.96 | Q     |
| 4    | Amor Ben Yahia     | Tunisie    | 8:23.12 | q     |
| 5    | Yoann Kowal        | France     | 8:23.49 | q     |
| 6    | Altobeli da Silva  | Brésil     | 8:26.59 | q     |
| 7    | Hicham Sigueni     | Maroc      | 8:27.82 |       |
| 8    | Hicham Bouchicha   | Algérie    | 8:33.61 |       |
| 9    | Taylor Milne       | Canada     | 8:34.38 |       |
| 10   | Krystian Zalewski  | Pologne    | 8:34.52 |       |
| 11   | Ole Hesselbjerg    | Danemark   | 8:40.08 |       |
| 12   | Mohamed Ibrahim    | Djibouti   | 8:53.10 |       |
| 13   | Fernando Carro     | Espagne    | 8:53.17 |       |
|      | Tafese Seboka      | Éthiopie   |         | DQ    |
|      | Tarik Langat Akdag | Turquie    |         | DNF   |

## Légende
Records et Performances
- AR : Record continental (area record)
- CR : Record des championnats (championship record)
- MR : Record du meeting (meet record)
- NR : Record national (national record)
- OR : Record olympique (olympic record)
- PR : Record paralympique (paralympic record)
- PB : Record personnel (personal best)
- SB : Meilleure performance personnelle de la saison (season's best)
- WL : Meilleure performance mondiale de l'année (world leader)
- WJR : Record du monde junior (world junior record)
- WR : Record du monde (world record)

Circonstances et Conditions
- DNF : N'a pas terminé (did not finish)
- DNS : N'a pas pris le départ (did not start)
- DQ : Disqualification (disqualification)
- NM : Aucun essai valable enregistré (No Mark)
- Q : Qualifié « directement » au prochain tour (ou à la prochaine compétition), lors d'une compétition majeure, grâce au classement ou à la réalisation des minima (automatic qualifier)
- q : Qualifié au prochain tour (ou à la prochaine compétition), lors d'une compétition majeure, grâce au repêchage ou à la réalisation de l'une des meilleures performances parmi celles des « non qualifiés directement » (grâce au meilleur temps ou à la meilleure distance par exemple) (secondary qualifier)